# Chakia
Chakia è una città dell'India di 16.618 abitanti, situata nel distretto del Champaran Orientale, nello stato federato del Bihar. In base al numero di abitanti la città rientra nella classe IV (da 10.000 a 19.999 persone).

## Geografia fisica
La città è situata a 26° 25' 0 N e 85° 2' 60 E e ha un'altitudine di 51 m s.l.m..

## Società

### Evoluzione demografica
Al censimento del 2001 la popolazione di Chakia assommava a 16.618 persone, delle quali 8.868 maschi e 7.750 femmine. I bambini di età inferiore o uguale ai sei anni assommavano a 2.917, dei quali 1.558 maschi e 1.359 femmine. Infine, coloro che erano in grado di saper almeno leggere e scrivere erano 8.435, dei quali 5.302 maschi e 3.133 femmine.